# Windecker Eagle
Die Windecker AC-7 Eagle 1 ist ein viersitziges Leichtflugzeug des US-amerikanischen Herstellers Windecker Industries. Sie war das erste von der FAA zertifizierte Flugzeug, dessen Zelle aus glasfaserverstärktem Kunststoff (GFK) bestand.

## Geschichte
Seit 1959 hielt die Windecker Research Inc. eine Lizenz der Dow Chemical Company für die Entwicklung eines „Vollkunststoffflugzeugs“. Die Arbeiten an einer entsprechenden Tragfläche begannen 1960, die anschließend an einem konventionellen Metallflugzeug erprobt wurde. Nach weitergehenden Forschungsarbeiten nahm man 1965 die Konstruktion eines vollständigen, aus GFK aufgebauten Prototyps in Angriff. Dieses, mit einem festen Bugradfahrwerk ausgerüstete Flugzeug (Luftfahrzeugkennzeichen N801WR), hatte seinen Erstflug am 7. Oktober 1967 und diente anschließend als fliegender Prüfstand für diese neu entwickelte Technologie. Bis Juli 1977 hatte die Maschine eine FAA-Zulassung. Auf der Grundlage der Erprobungsergebnisse wurde von Windecker ein Eagle 1 genanntes Hochleistungs-Kunststoffflugzeug mit einziehbarem Fahrgestell konzipiert und gebaut.
Der erste Eagle-1-Prototyp führte seinen Erstflug am 26. Januar 1969 durch. Kurz vor Abschluss der Testflüge zur FAA-Musterzulassung stürzte das Flugzeug jedoch am 19. April 1969 ab. Nach einigen konstruktiven Änderungen, die vor allem eine Gewichtsreduzierung zum Ziel hatten, begann der Bau eines zweiten Prototyps im Juni 1969. Dieses Flugzeug (N803WR) flog am 29. September 1969 zum ersten Mal und erhielt die Zulassung durch die FAA am 18. Dezember 1969. Ein weiterer Prototyp, der den Stand der geplanten Serienfertigung widerspiegelte, wurde im Mai 1970 fertiggestellt, wonach das erste Serienflugzeug (N4195G) am 7. Oktober 1970 an einen Kunden ausgeliefert werden konnte. Bis Ende Februar 1972 waren sieben der insgesamt neun Maschinen hergestellt worden.

## Konstruktion
Die Eagle 1 ist ein konstruktiv konventionell ausgelegter viersitziger Tiefdecker. Die Flugzeugzelle besteht vollständig aus glasfaserverstärktem Kunststoff (GFK), der sich aus 67 % nicht gewebten unidirektionalen Glasfasern und 33 % einer Matrix aus Epoxidharz zusammensetzt.
Die ungepfeilten Tragflächen haben eine V-Stellung von 4° 30' und einen Einstellwinkel von 2° 30'. Als Tragflächenprofil wird das NACA-Profil 622415 verwendet. Auch die Frise-Querruder und die einfachen Wölbklappen wurden aus GFK hergestellt.

## Militärische Version YE-5A
Die United States Air Force (USAF) beschaffte 1973 eine Eagle 1, die für Untersuchungen im Zusammenhang mit den Stealth-Eigenschaften eines „Vollkunststoff-Flugzeugs“ genutzt wurde. Die Eagle 1 mit der Werknummer 8 erhielt die Bezeichnung YE-5A (USAF-Kennzeichen 73-1653) und hatte einen Continental IO-540G als Antrieb. Als problematisch erwies sich die Abschirmung der Metallkomponenten wie Triebwerk, Hydraulikleitungen und Fahrwerk, die – trotz internen radarabsorbierenden Materials – weiterhin gut auf dem Radarschirm zu erkennen waren.
Die YE-5A wurde 1985 bei einem Unfall zerstört und durch die zivile Eagle Werknummer 5 (N4196G) ersetzt, die bis zum Abschluss des Projekts in Betrieb blieb. Diese Maschine soll heute (2019) im United States Army Aviation Museum in Fort Rucker eingelagert sein.

## Produktion
| Kennzeichen | Werknr. | Bemerkung                                                                            |
| ----------- | ------- | ------------------------------------------------------------------------------------ |
| N801WR      | ?       | (ACX-7?) Prototyp mit festem Fahrwerk, Zulassung 1977 erloschen                      |
| N802W       | 1       | 1. Prototyp AC-7 (abgestürzt)                                                        |
| N803WR      | 2       | 2. Prototyp                                                                          |
| N804WR      | 3       | Serienprototyp                                                                       |
| N4195G      | 4       |                                                                                      |
| N4196G      | 5       | in Fort Rucker ausgestellt, durch USAF modifiziert, Ersatz für die abgestürzte YE-5A |
| N4197G      | 6       |                                                                                      |
| N4198G      | 7       | restauriert und flugfähig                                                            |
| YE-5A       | 8       | USAF-Umbau (USAF-Kennzeichen 73-1653), abgestürzt                                    |

## Technische Daten
| Kenngröße                 | Daten                                                                             |
| ------------------------- | --------------------------------------------------------------------------------- |
| Besatzung                 | 1                                                                                 |
| Passagiere                | 3                                                                                 |
| Länge                     | 8,70 m                                                                            |
| Spannweite                | 9,76 m                                                                            |
| Höhe                      | 2,92 m                                                                            |
| Flügelstreckung           | 5,82                                                                              |
| Leermasse                 | 975 kg                                                                            |
| max. Startmasse           | 1542 kg                                                                           |
| max. Reisegeschwindigkeit | 333 km/h                                                                          |
| Höchstgeschwindigkeit     | 340 km/h im Horizontalflug                                                        |
| Dienstgipfelhöhe          | 5475 m                                                                            |
| Reichweite                | 1982 km in 3000 m                                                                 |
| Triebwerke                | 1 × Continental IO-520-C Sechszylinder-Boxermotor mit Zweiblatt-Verstellpropeller |